# Historia de los judíos en Finlandia

Localización de Finlandia (verde oscuro) en Europa.

La historia de los judíos en Finlandia se remonta al siglo XVIII. El país alberga a unos 1500 miembros, de los cuales 1300 viven en el área metropolitana de Helsinki y 200 en Turku. La mayoría suele ser bilingüe en finés y sueco como lengua materna, y muchos de ellos también hablan yidis, alemán, ruso y hebreo. En el siglo XIX, llegaron a Finlandia como soldados rusos después del retiro de su servicio militar (conocidos como cantonistas). Las congregaciones de Helsinki y Turku tienen sus sinagogas construidas en 1906 y 1912. La sinagoga de Wiborg, construida entre 1910 y 1911, fue destruida en bombardeos aéreos durante el primer día de la Guerra de Invierno, el 30 de noviembre de 1939. Ha habido relativamente poco antisemitismo en Finlandia.

## Historia temprana, 1700-1917

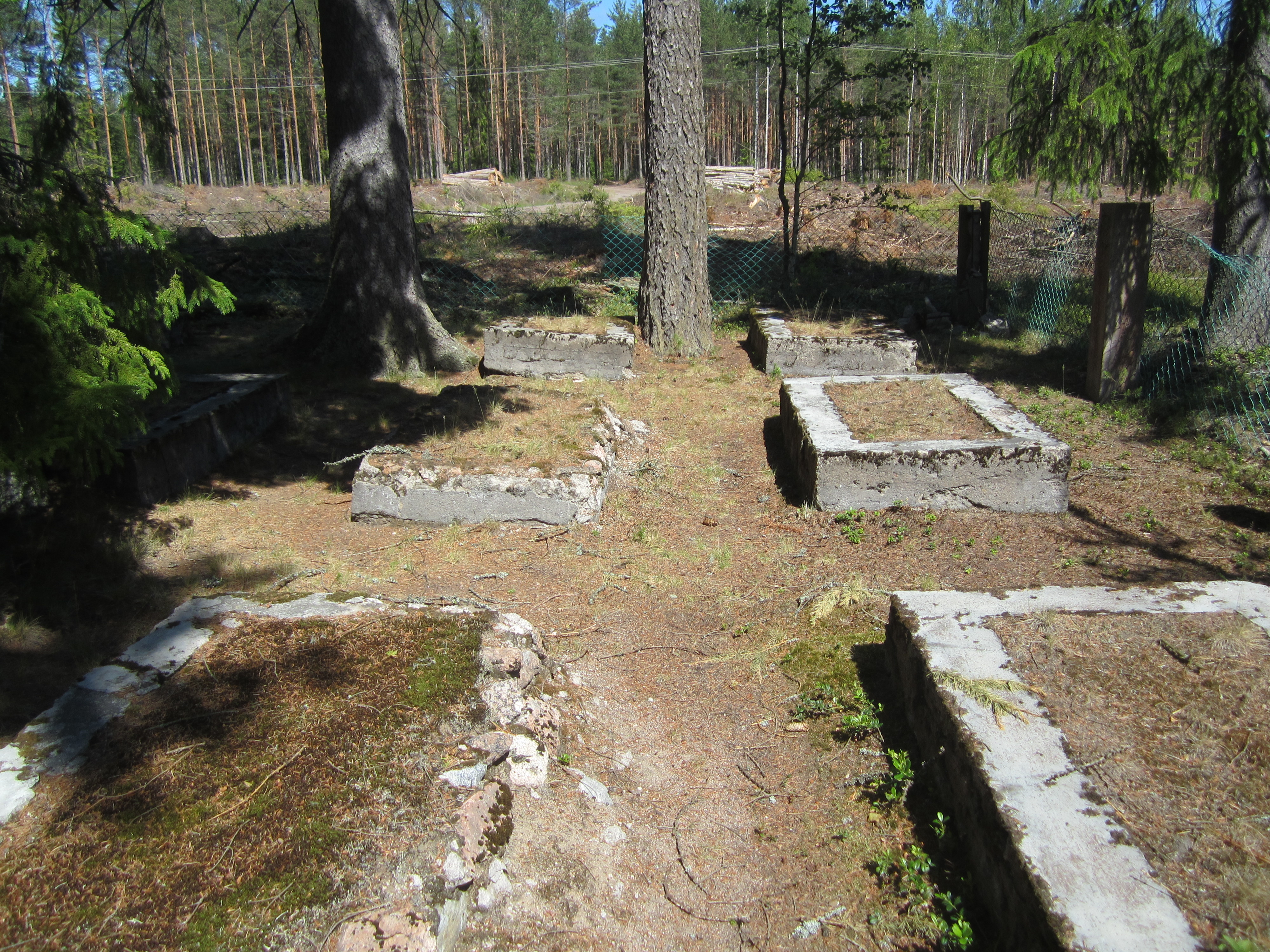
Tumbas de los soldados judíos que sirvieron en el Ejército Imperial Ruso, ubicadas junto al cementerio ortodoxo oriental en Hamina.

El primer judío que se dice que se asentó en suelo finés fue Jacob Weikam, (más tarde Veikkanen), en 1782, en la ciudad de Hamina, que en ese momento estaba bajo el dominio del Imperio ruso. Durante ese tiempo, la mayor parte de Finlandia se incluyó en el Reino de Suecia, donde a los judíos se les permitió residir en 3 ciudades, todas ellas fuera del territorio de la actual Finlandia. En 1809, Finlandia se convirtió en parte del Imperio ruso, como un Gran Ducado autónomo, pero las leyes suecas permanecieron en vigor, lo que significa que los judíos aún no podían establecerse en territorio finlandés según el Judereglementet.
A pesar de las dificultades legales, durante el período de la autonomía finlandesa (1809-1917), los judíos rusos se establecieron en Finlandia como comerciantes y artesanos. Debido a que se les prohibía en principio vivir en Finlandia, casi todos estos judíos eran soldados retirados del Ejército Imperial Ruso. Al ser cantonistas, obligados a ingresar en el ejército en la infancia, se les exigía que sirvieran al menos 25 años. Sin embargo, después de que expirara su mandato, tenían derecho a permanecer en Finlandia independientemente de la prohibición finlandesa, un derecho defendido enérgicamente por las autoridades militares rusas. Fue sólo después de que Finlandia declarara su independencia en 1917 que a los judíos se les concedieron plenos derechos como ciudadanos finlandeses .
El rabino Yitzchak Blazer (también conocido como R 'Itzele Peterberger), uno de los principales discípulos del rabino Yisroel Salanter y el Movimiento Musar, se desempeñó como Gran Rabino de Helsinki por instrucción del rabino Yisroel, desde 1867 hasta 1875.
Jóvenes judíos en Helsinki fundaron en 1906 la asociación deportiva IK Stjärnan (más tarde Makkabi Helsinki) El hecho de que la sociedad se fundó en 1906 lo convierte en el club deportivo judío más antiguo del mundo de historia ininterrumpida.

## Segunda Guerra Mundial

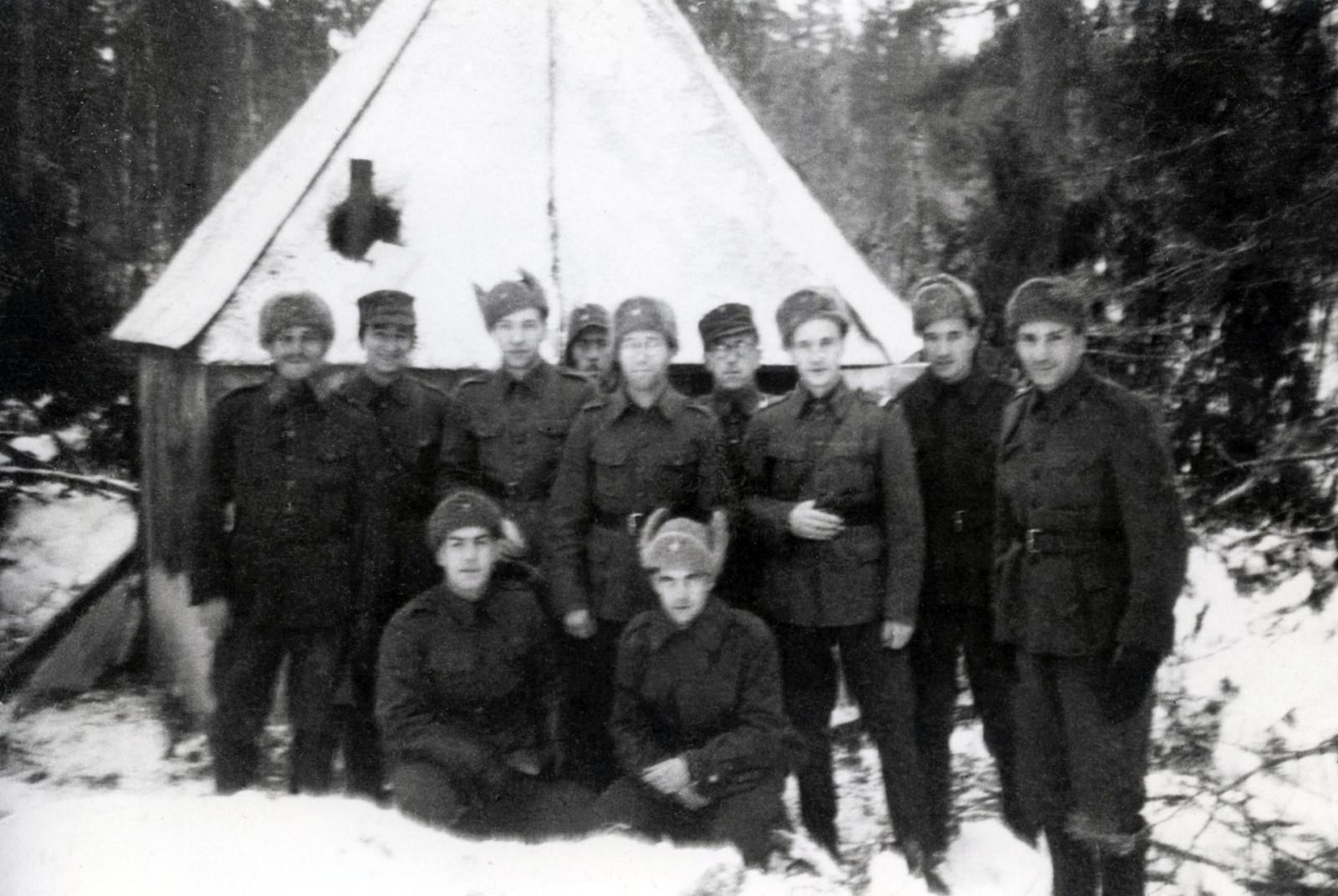
Una sinagoga de campo finlandesa con soldados en la Guerra de Continuación.

La participación de Finlandia en la Segunda Guerra Mundial comenzó durante la Guerra de Invierno (30 de noviembre de 1939 - 13 de marzo de 1940), desencadenada tras la invasión de la soviética a Finlandia, antes de la Operación Barbarroja (lanzada en junio de 1941). Los judíos finlandeses se encontraban entre los refugiados de los territorios cedidos. La sinagoga de Wiborg también fue destruida por bombardeos aéreos durante la Guerra de Invierno.
Después de los ataques aéreos soviéticos, Finlandia emprendió la guerra contra la Unión Soviética en la Guerra de Continuación (1941-1944), mientras Alemania lanzaba Operación Barbarroja, Finlandia simultáneamente reanudaba las hostilidades contra la Unión Soviética. Esto dio lugar a que Finlandia luchara junto a la Alemania nazi. 327 judíos finlandeses lucharon por Finlandia durante la guerra, de los cuales 242 eran soldados rasos, 52 suboficiales, 18 oficiales y 15 médicos. Además, 21 judíos sirvieron en el auxiliar de mujeres Lotta Svärd. 15 judíos finlandeses murieron en acción en la Guerra de Invierno y ocho en la Guerra de Continuación.
Como las fuerzas de Finlandia tenían un número considerable de fuerzas alemanas que apoyaban sus operaciones, el frente finlandés tenía una sinagoga de campo que operaba en presencia de las tropas nazis. A los soldados judíos se les concedió permiso los sábados y las festividades judías. Los soldados judíos finlandeses también participaron más tarde en la guerra de Laponia contra la Alemania nazi.
En noviembre de 1942, ocho refugiados austriacos judíos (junto con otros 19 proscritos) fueron deportados a la Alemania nazi después de que el jefe de la policía finlandesa accediera a entregarlos. Siete de los judíos fueron asesinados inmediatamente. Según el historiador Martin Gilbert, estos ocho mártires fueron Georg Kollman; Frans Olof Kollman; la madre de Frans Kollman; Hans Eduard Szubilski; Henrich Huppert; Kurt Huppert; Hans Robert Martin Korn, que había sido voluntario en la Guerra de Invierno; y un individuo desconocido. Cuando los medios finlandeses informaron la noticia, provocó un escándalo nacional y los ministros renunciaron en protesta. Tras las protestas de los ministros luteranos, el arzobispo y el Partido Socialdemócrata, no se deportaron más refugiados judíos extranjeros de Finlandia. Aproximadamente 500 refugiados judíos llegaron a Finlandia durante la Segunda Guerra Mundial, aunque unos 350 se trasladaron a otros países, incluidos unos 160 que fueron trasladados a la Suecia neutral para salvar sus vidas por órdenes directas del comandante del ejército finlandés, Carl Gustaf Emil Mannerheim. Alrededor de 40 de los refugiados judíos restantes fueron enviados a realizar el servicio de trabajo obligatorio en Salla, Laponia, en marzo de 1942. Los refugiados fueron trasladados a Kemijärvi en junio y, finalmente, a la isla Suursaari en el golfo de Finlandia. Aunque Heinrich Himmler visitó dos veces Finlandia para tratar de persuadir a las autoridades de que entregaran a la población judía, no tuvo éxito.
En 1942, tuvo lugar un intercambio de prisioneros de guerra soviéticos y de las fuerzas finesas y alemanas. Aproximadamente 2600-2800 prisioneros de guerra soviéticos de varias nacionalidades que entonces estaban en poder de Finlandia fueron intercambiados por 2.100 prisioneros de guerra soviéticos de nacionalidades finlandesas del Báltico (finlandés, carelio, ingrio o estonio) en poder de Alemania, que podrían haberse ofrecido como voluntarios en el ejército finlandés. Alrededor de 2000 de los prisioneros de guerra entregados por Finlandia se unieron a la Wehrmacht. Entre el resto había unas 500 personas (principalmente funcionarios políticos soviéticos) que eran consideradas políticamente peligrosas en Finlandia. Este último grupo probablemente pereció en campos de concentración o fue ejecutado según la Orden de los Comisarios. Según una lista de nombres, había 47 judíos entre los extraditados, aunque no fueron extraditados por motivos religiosos.
Los judíos con ciudadanía finlandesa estuvieron protegidos durante todo el período. Al final de la guerra, el embajador de Alemania en Helsinki, Wipert von Blücher, concluyó en un informe a Hitler que los finlandeses no pondrían en peligro a sus ciudadanos de origen judío en ninguna situación. Según el historiador Henrik Meinander, esto fue aceptado de manera significativa por Hitler.
A tres judíos finlandeses se les ofreció la Cruz de Hierro por su servicio en tiempos de guerra: Leo Skurnik, Salomon Klass y Dina Poljakoff. El mayor Leo Skurnik, oficial médico de distrito del ejército finlandés, organizó la evacuación de un hospital de campaña alemán cuando fue bombardeado por los soviéticos. Más de 600 pacientes, incluidos soldados de las SS, fueron evacuados. El capitán Salomon Klass, también del ejército finlandés y que había perdido un ojo en la Guerra de Invierno, lideró una unidad finlandesa que rescató a una compañía alemana que había sido rodeada por los soviéticos. Dina Poljakoff, miembro de Lotta Svärd, el servicio auxiliar de mujeres de Finlandia, era una asistente de enfermería que ayudó a atender a los heridos alemanes y llegó a ser muy admirada por sus pacientes. Los tres rechazaron el premio.
El presidente de Finlandia, el mariscal Mannerheim, asistió al servicio conmemorativo de los caídos en la sinagoga de Helsinki el 6 de diciembre de 1944.
El primer ministro finlandés, Paavo Lipponen, emitió una disculpa oficial en 2000 por la extradición de los ocho refugiados judíos.
Finlandia fue el único país del Eje donde las sinagogas permanecieron abiertas durante la Segunda Guerra Mundial.

## Actualidad

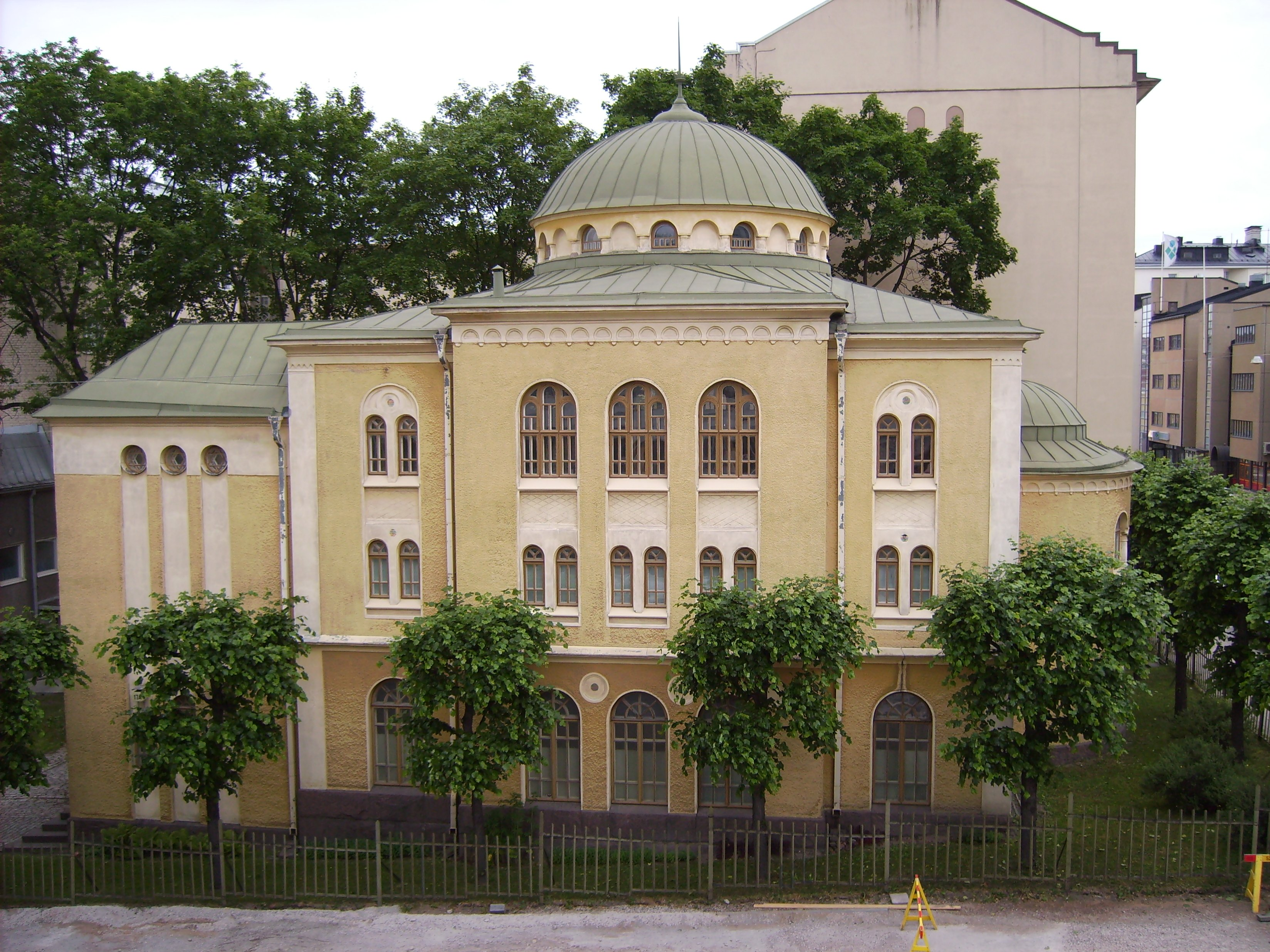
La sinagoga de Turku

Durante la Guerra de Independencia de Israel de 1948, unos 28 judíos finlandeses, en su mayoría veteranos del ejército finlandés, lucharon por el Estado de Israel. Después del establecimiento de Israel, Finlandia tuvo una alta tasa de inmigración a Israel (conocida como " aliya "), lo que agotó la comunidad judía de Finlandia. La comunidad se revitalizó un poco cuando algunos judíos soviéticos emigraron a Finlandia tras el colapso de la Unión Soviética.
El número de judíos en Finlandia en 2020 era de aproximadamente 1800, de los cuales 1400 vivían en Helsinki, unos 200 en Turku y unos 50 en Tampere. Los judíos están bien integrados en la sociedad finlandesa y están representados en casi todos los sectores. La mayoría de los judíos finlandeses son empleados corporativos o profesionales autónomos. 
La mayoría de los judíos finlandeses hablan finlandés o sueco como lengua materna. En la comunidad también se habla yidis, alemán, ruso y hebreo. Los judíos, al igual que las demás minorías tradicionales de Finlandia, así como los grupos de inmigrantes, están representados en el Consejo Asesor de Relaciones Étnicas.
Hay dos sinagogas, una en Helsinki y otra en Turku. Helsinki también tiene una escuela diurna judía, que atiende a unos 110 estudiantes (muchos de ellos hijos de israelíes que trabajan en Finlandia); y un rabino de Jabad Lubavitch tiene su sede allí.
Tampere anteriormente tenía una comunidad judía organizada, pero dejó de funcionar en 1981. Las otras dos ciudades continúan administrando sus organizaciones comunitarias. También hay algunas actividades judías reformistas en Finlandia.

### Antisemitismo
Históricamente, los crímenes de odio antisemitas han sido raros y la comunidad judía es relativamente segura. Sin embargo, se han denunciado algunos delitos antisemitas en la última década. Los tipos más comunes incluyen difamación, amenazas verbales y daños a la propiedad.
En 2011, Ben Zyskowicz, el primer parlamentario judío finlandés, fue agredido por un hombre que gritaba insultos antisemitas. Cuatro años más tarde, algunos anuncios de campaña que contenían la imagen de Zyskowicz fueron rociados con esvásticas en Helsinki. En 2023, Zyskowicz fue atacado por un hombre que vociferaba insultos sobre la adhesión de Finlandia a la OTAN, los judíos y los inmigrantes.
En 2015, la Agencia de Derechos Fundamentales publicó su resumen anual de datos sobre antisemitismo disponibles en la Unión Europea. El documento muestra información de un informe de la Escuela de Policía de Finlandia. Desde 2008, el informe cubre los delitos de odio por motivos religiosos, incluidos los delitos antisemitas. Los datos documentados más recientes son de 2013, cuando la mayoría de los incidentes (seis de once) se referían a amenazas/acoso verbal.

## Otras lecturas
- Cohen, William B. y Jörgen Svensson (1995). Finlandia y el Holocausto . Estudios sobre el Holocausto y el Genocidio 9(1):70–93.
- Rautkallio, Hannu (1988). Finlandia y el Holocausto. El rescate de los judíos de Finlandia . NY: Publicaciones del Holocausto.ISBN 0-89604-121-2.
- Cohen, William B. y Jürgen Svensson (2001). Finlandia. En Walter Laqueur, ed., La Enciclopedia del Holocausto . New Haven, CT: Prensa de la Universidad de Yale . páginas. 204–206.ISBN 0-300-08432-3 .